# Ilyas Chouaref
Ilyas Chouaref (Châteauroux, 12 dicembre 2000) è un calciatore francese naturalizzato maltese, attaccante del Sion.

## Biografia
Nato in Francia, ha origini marocchine e maltese. Suo fratellastro Hamza Sakhi è anch'egli un calciatore.

## Carriera

### Club
Cresciuto nel settore giovanile del Châteauroux, debutta in prima squadra il 4 dicembre 2018, in occasione dell'incontro di Ligue 2 perso per 2-1 contro il Le Havre; in quattro stagioni totalizza 76 presenze e quattro reti.
Il 13 giugno 2022 viene acquistato dal Sion, squadra della massima divisione svizzera, firmando un contratto di durata quadriennale.

### Nazionale
Nel 2019 ha giocato una partita con la nazionale francese Under-19.
Successivamente ha deciso di rappresentare Malta, da cui è stato convocato per la prima volta il 16 marzo 2025. Esordisce coi maltesi cinque giorni dopo nella sfida persa in casa per 0-1 contro la Finlandia.

## Statistiche

### Presenze e reti nei club
Statistiche aggiornate al 2 aprile 2023.
| Stagione             | Squadra              | Campionato           | Campionato | Campionato | Coppe nazionali | Coppe nazionali | Coppe nazionali | Coppe continentali | Coppe continentali | Coppe continentali | Altre coppe | Altre coppe | Altre coppe | Totale | Totale |
| Stagione             | Squadra              | Comp                 | Pres       | Reti       | Comp            | Pres            | Reti            | Comp               | Pres               | Reti               | Comp        | Pres        | Reti        | Pres   | Reti   |
| -------------------- | -------------------- | -------------------- | ---------- | ---------- | --------------- | --------------- | --------------- | ------------------ | ------------------ | ------------------ | ----------- | ----------- | ----------- | ------ | ------ |
| 2017-2018            | Châteauroux 2        | N3                   | 5          | 2          |                 | -               | -               |                    | -                  | -                  |             | -           | -           | 5      | 2      |
| 2018-2019            | Châteauroux 2        | N3                   | 15         | 7          |                 | -               | -               |                    | -                  | -                  |             | -           | -           | 15     | 7      |
| 2019-2020            | Châteauroux 2        | N3                   | 2          | 0          |                 | -               | -               |                    | -                  | -                  |             | -           | -           | 2      | 0      |
| 2021-2022            | Châteauroux 2        | N3                   | 6          | 0          |                 | -               | -               |                    | -                  | -                  |             | -           | -           | 6      | 0      |
| Totale Châteauroux 2 | Totale Châteauroux 2 | Totale Châteauroux 2 | 28         | 9          |                 | -               | -               |                    | -                  | -                  |             | -           | -           | 28     | 9      |
| 2018-2019            | Châteauroux          | L2                   | 11         | 1          | CF+CdL          | 1+0             | 0               |                    | -                  | -                  |             | -           | -           | 12     | 1      |
| 2019-2020            | Châteauroux          | L2                   | 22         | 2          | CF+CdL          | 1+0             | 0               |                    | -                  | -                  |             | -           | -           | 23     | 2      |
| 2020-2021            | Châteauroux          | L2                   | 34         | 1          | CF              | 1               | 0               |                    | -                  | -                  |             | -           | -           | 35     | 1      |
| 2021-2022            | Châteauroux          | N                    | 6          | 0          |                 | -               | -               |                    | -                  | -                  |             | -           | -           | 6      | 0      |
| Totale Châteauroux   | Totale Châteauroux   | Totale Châteauroux   | 73         | 4          |                 | 3               | 0               |                    | -                  | -                  |             | -           | -           | 76     | 4      |
| 2022-2023            | Sion                 | ASL                  | 25         | 1          | CS              | 4               | 1               |                    | -                  | -                  |             | -           | -           | 29     | 2      |
| Totale carriera      | Totale carriera      | Totale carriera      | 126        | 14         |                 | 7               | 1               |                    | -                  | -                  |             | -           | -           | 133    | 15     |

### Cronologia presenze e reti in nazionale
| Cronologia completa delle presenze e delle reti in nazionale ― Malta | Cronologia completa delle presenze e delle reti in nazionale ― Malta | Cronologia completa delle presenze e delle reti in nazionale ― Malta | Cronologia completa delle presenze e delle reti in nazionale ― Malta | Cronologia completa delle presenze e delle reti in nazionale ― Malta | Cronologia completa delle presenze e delle reti in nazionale ― Malta | Cronologia completa delle presenze e delle reti in nazionale ― Malta | Cronologia completa delle presenze e delle reti in nazionale ― Malta |
| Data                                                                 | Città                                                                | In casa                                                              | Risultato                                                            | Ospiti                                                               | Competizione                                                         | Reti                                                                 | Note                                                                 |
| -------------------------------------------------------------------- | -------------------------------------------------------------------- | -------------------------------------------------------------------- | -------------------------------------------------------------------- | -------------------------------------------------------------------- | -------------------------------------------------------------------- | -------------------------------------------------------------------- | -------------------------------------------------------------------- |
| 21-3-2025                                                            | Ta' Qali                                                             | Malta                                                                | 0 – 1                                                                | Finlandia                                                            | Qual. Mondiali 2026                                                  | -                                                                    |                                                                      |
| 24-3-2025                                                            | Varsavia                                                             | Polonia                                                              | 2 – 0                                                                | Malta                                                                | Qual. Mondiali 2026                                                  | -                                                                    | 74’, 90+1’                                                           |
| Totale                                                               |                                                                      | Presenze                                                             | 2                                                                    |                                                                      | Reti                                                                 | 0                                                                    |                                                                      |

## Palmarès

### Club

#### Competizioni nazionali
- Challenge League: 1

Sion: 2023-2024